# 横山茂
横山 茂（よこやま・しげる、1907年9月10日 - 1988年1月15日）は横山製薬2代目代表取締役社長。兵庫県出身。

## 経歴
1969年に2代目社長に就任すると、全国紙を含む新聞媒体や雑誌、テレビなどでの広告宣伝に注力し、全国的に認知度を高めた。1986年に横山通明に社長を譲り会長となる。
1988年1月15日に腎不全ため死去。